# 日本のプロテスタント教会一覧
日本のプロテスタント教会一覧（にほんのプロテスタントきょうかいいちらん）は、日本のキリスト教史の中で著名な教会、もしくは今日一般的に良く知られているプロテスタント系の著名な教会を都道府県や都市ごとに分類した一覧である（統合や廃止などによりすでに存在しない教会も含む）。
- 東京都のプロテスタント教会は東京都のプロテスタント教会一覧を参照
- 日本基督教団の教会のみについては日本基督教団の教会・伝道所一覧を参照
- 日本バプテスト連盟の教会のみについては日本バプテスト連盟の加盟教会・伝道所一覧を参照
- 日本のカトリック教会の教区一覧は日本におけるカトリック教会を参照
- 日本の正教会の概容は日本ハリストス正教会を参照

## 一覧

### 北海道・東北地方

#### 北海道

##### 旭川市
- 旭川バプテスト教会
- 旭川めぐみキリスト教会（日本福音キリスト教会連合:JECA） - 旭川市豊岡2条、1968年（昭和43年）に三浦綾子の元自宅に創立
- 旭川六条教会（日本基督教団） - 旭川市6条通り、1898年（明治31年）創立、三浦綾子が教会員だった。
- 日本バプテスト連盟 旭川東光キリスト教会

##### 札幌市
- 愛隣チャペルキリスト教会（単立教会） - 札幌市
- オープン・ドア・チャペル 札幌市豊平区
- カナンプレイズチャーチ
- 札幌北一条教会（日本キリスト教会） - 札幌市中央区北1条、1890年（明治23年）創立[1]
- 札幌クリスチャングループ
- 札幌新生キリスト教会
- 札幌独立キリスト教会（単立教会） - 札幌市中央区大通西、1882年（明治15年）12月、内村鑑三たちによって創立された、日本最初の単立の教会
- 札幌バプテスト教会
- 札幌教会（日本基督教団） - 札幌中央区、1889年（明治32年）創立
- 西野バプテスト教会
- 平岡ジョイフルチャペル
- 平岸バプテスト教会
- 単立　キリストチャイルド・チャーチ札幌（単立教会）

##### 小樽市
- 小樽バプテスト教会

##### 函館市
- 函館教会（日本基督教団） - 1873年（明治10年）M・C・ハリスによって創立された。菊池卓平が初代牧師
- 函館相生教会（日本キリスト教会） - 櫻井昭悳夫妻の伝道により、1882年（明治15年）創立
- 函館キリスト教会
- 函館美原キリスト教会

##### 室蘭市
- 室蘭バプテスト・キリスト教会

##### 帯広市
- 帯広バプテスト・キリスト教会

##### 釧路市
- 釧路キリスト教会

##### 苫小牧市
- 苫小牧バプテスト・キリスト教会

##### その他
- 聖園教会（日本キリスト教会） - 樺戸郡浦臼町、1894年（明治27年）武市安哉らにより創立

#### 青森県

##### 青森市
- 青森教会（日本基督教団） - 青森県青森市、1878年創立
- 青森バプテスト教会（青森市青柳）

##### 弘前市
- 弘前教会（日本基督教団） - 青森県弘前市、本多庸一とジョン・イングにより1875年創立、東北最初のプロテスタント教会

##### 八戸市
- 鮫バプテスト教会（青森県八戸市鮫町忍町）
- 八戸柏崎教会（日本基督教団） - 青森県八戸市
- 八戸バプテスト教会（青森県八戸市類家）

##### 三沢市
- 三沢バプテスト・キリスト教会（三沢市東町）

##### 六戸町
- カルバリバプテスト教会（上北郡六戸町小松ケ丘）

#### 岩手県

##### 盛岡市
- 内丸教会（日本基督教団:旧バプテスト系） - 盛岡市、1880年（明治13年）にT・ポートによって創立
- 盛岡聖書バプテスト教会
- 盛岡バプテスト教会（盛岡市天神町）

##### 花巻市
- 花巻教会（日本基督教団） - 花巻市、1880年創立

#### 秋田県

##### 秋田市
- 秋田聖書バプテスト教会
- 秋田高陽教会（日本基督教団） - 1884年（明治17年）、秋田市高陽青柳町、ディサイプル派のG・T・スミス、C・E・ガルストによって創立。
- 秋田楢山教会（日本基督教団） - 1888年（明治21年）、ディサイプル派から分かれたメソジト派の教会
- 秋田教会（日本キリスト教会） - 1892年（明治25年）に元川源之助が派遣されて設立された。
- 秋田めぐみキリスト教会（日本ルーテル同胞教団） - 秋田県秋田市、小助川次雄（現・シオンの丘秋田キリスト教会）が牧師だった。
- 秋田バプテスト教会

##### 大館市
- 大館教会（日本基督教団:メソジスト系） - 秋田県大館市、1887年（明治20年）に創設。中田重治が第4代目の牧師になる。

#### 山形県

##### 山形市
- 山形キリスト教会 日本バプテスト連盟（山形市緑町）
- 山形本町教会（日本基督教団:旧メソジスト系） - 1882年（明治15年）、J・ソーパー宣教師によって設立。山形美以教会→山形横町教会[2]
- 山形六日町教会（日本基督教団:旧長老系） - 1887年（明治20年）、押川方義、吉田亀太郎らによって設立。日本基督一致教会山形講義所→日本基督教会山形教会
- 山形第一聖書バプテスト教会（保守バプテスト同盟） - 山形県山形市、陶山節子とジョセフ・ミーコにより1950年（昭和25年）創立

##### 米沢市
- 米沢興譲教会（単立教会、旧ホーリネス系、元ホーリネスの群） - 米沢市1928年（昭和3年）創立、田中信生時代に大きく発展している。）
- 恵泉キリスト教会（保守バプテスト同盟） - 米沢市、1945年（昭和20年）創立、千田次郎が牧師をしている。

##### その他
- 酒田のぞみキリスト教会（東北<地方>バプテスト連合による開拓）
- 荘内教会（日本基督教団:旧長老系） - 鶴岡市、1888年（明治21年）設立
- 天童教会（日本基督教団:旧メソジスト系） - 天童市、1880年（明治13年）、J・ソーパーと高橋雲岱によって設立された。
- 上山教会（日本基督教団:長老系） - 上山市、1886年（明治19年）創立

#### 宮城県

##### 仙台市
- 仙台北バプテスト教会 - ウェイバックマシン（2017年6月16日アーカイブ分）（仙台市泉区長命ｹ丘）
- 仙台教会（日本基督改革派教会） - 1889年創立[3]。
- 仙台青葉荘教会（日本基督教団:ホーリネス系） - 仙台市青葉区、1909年創立、東洋宣教会の教会として始まり、現在はホーリネスの群の教会）
- 仙台五橋教会（日本基督教団:メソジスト系） - 仙台市、H・W・シュワーツにより1886年創立。
- 仙台北教会（日本基督教団:組合教会系） - 仙台市東勝山団地、1886年（明治19年）創立。宮城組合教会、仙台組合教会、仙台東3番町教会と名称を変える。1974年より現在の名称[4]
- 仙台東一番丁教会（日本基督教団:日本基督教会系） - 元仙台基督教会、1881年、押川方義、吉田亀太郎によって創立[5]
- 仙台ホサナ教会（日本基督教団:バプテスト系）
- 仙台ラブリ聖書教会（単立） - 仙台市若林区、1984年創立、弟子訓練で有名な藤本光悦が牧師だった。
- 日本バプテスト仙台基督教会（仙台市青葉区木町通）
- 日本バプテスト連盟 南光台キリスト教会（仙台市泉区南光台）

##### 石巻市
- 石巻山城町教会（日本基督教団:旧長老系） - 石巻市、1885年（明治18年）創立。
- 石巻栄光教会（日本基督教団:旧日本クリスチャン教会） - 石巻市、1888年（明治21年）創立。[6]

#### 福島県

##### 福島市
- あゆみの家キリスト教会（福島市桜木町）
- 福島教会（日本基督教団:長老系） - 福島市1886年（明治19年）、吉田亀太郎が初代牧師
- 福島旭町キリスト教会（福島市旭町）

##### 会津若松市
- 会津若松教会（日本基督教団:組合系） - 会津若松市、1891年（明治24年）、新島八重の出身地として日本組合基督教会が伝道し設立。
- 若松栄町教会（日本基督教団：長老系） - 会津若松市、1894年（明治27年）藤生金六が創設。藤生が野口英世に洗礼を受けた。

##### その他
- 平バプテスト教会（日本バプテスト同盟） - いわき市1883年（明治16年）創立、C・H・D・フィッシャーと川勝鉄弥の伝道により設立。
- 信夫教会（日本基督教団:メソジスト系） - 1895年（明治28年）、日本鉄道嬌正会の関わりが深い[7]。
- 日本バプテスト連盟 （郡山市大槻町）
- 福島第一聖書バプテスト教会（保守バプテスト同盟） - 福島県双葉郡、佐藤彰の時に大教会になる。

### 関東地方

#### 群馬県

##### 前橋市
- 前橋教会（日本基督教団） - 1879年（明治12年）海老名弾正らにより創設された、組合系の教会。
- 前橋キリスト教会（日本福音キリスト教会連合） - 舟喜麟一によって1923年（大正12年）に創立、現在内田和彦が牧師
- 日本バプテスト前橋キリスト教会（日本バプテスト連盟）
- 前橋中部教会（日本基督教団） - 1930年（昭和5年）に日本基督群馬伝道所として創立された長老系の教会。初代牧師は島村亀鶴。現在の牧師は小峰擁。
- 前橋聖契キリスト教会

##### 高崎市
- 高崎キリスト教会（日本バプテスト連盟）
- 日本キリスト教団　高崎教会

##### 渋川市
- 日本聖契キリスト教団 渋川カベナント教会

##### その他
- 安中教会（日本基督教団） - 新島襄の最初の伝道がきっかけで1878年（明治11年）に創立された組合系の教会。柏木義円が牧師をしていた。湯浅治郎が長老であった。
- 日本バプテスト太田キリスト教会（日本バプテスト連盟）
- 太田ビジョンキリスト教会 日本バプテスト連盟
- 伊勢崎聖契キリスト教会

#### 茨城県

##### 日立市
- 日立バプテスト教会 日本バプテスト連盟
- 日本キリスト教団　日立教会
- 日立福音キリスト教会

##### つくば市
- 国際福音キリスト教会・アガペーチャペル - つくば市、1994年（平成6年）創立、卞在昌が牧師
- 筑波学園教会 日本キリスト教団
- 筑波キリスト教会
- 筑波バプテスト教会 日本バプテスト連盟
- 筑波みことば教会

##### 水戸市
- 水戸バプテスト教会
- 水戸教会 日本キリスト教団

##### その他
- みぎわキリスト教会 日本バプテスト連盟 東海村
- 守谷聖書教会（日本同盟基督教団） - 守谷市、2002年（平成14年）創立、鈴木洋宣が牧師。
- 土浦めぐみ教会（日本同盟基督教団） - 土浦市、1954年（昭和29年）創立、朝岡茂が牧師をしていた。

#### 栃木県

##### 宇都宮市
- 宇都宮キリスト教会 日本バプテスト連盟（宇都宮市京町）
- 宇都宮教会（日本基督教団:長老系） - 宇都宮市、1885年、吉田信好、井深梶之助らの伝道により誕生。
- 宇都宮めぐみキリスト教会
- 四條町教会（日本基督教団） - 宇都宮市西。1885年（明治18年）、アメリカ・クリスチャン教会E・C・フライにより創設
- 宇都上町教会（日本基督教団:ホーリネス系） - 宇都宮市富士見が丘。1903年（明治36年）、アーネスト・キルボルンにより創設。

##### 足利市
- 足利教会（日本基督教団:独立系） - 足利市江川町、1901年（明治34年）創立。

#### 千葉県

##### 千葉市
- 千葉キリスト教会 - ウェイバックマシン（2006年2月7日アーカイブ分）
- 千葉教会（日本基督教団:長老系） - 千葉市中央区市場町、1879年（明治12年）創立。[8]
- 千葉・若葉キリスト教会 日本バプテスト連盟
- ＳＤＡ千葉キリスト教会 セブンスデー アドベンチスト教会

##### 船橋市
- イムマヌエル船橋基督教会 イムマヌエル総合伝道団
- 新船橋キリスト教会（日本同盟基督教団）
- 船橋バプテスト教会 日本バプテスト連盟
- 日本キリスト教団 船橋教会
- ホープチャーチ アメリカのワシントン州・シアトルにある、シティー・チャーチが監督教会。
- 法典教会（日本基督教会→普及福音教会） - 船橋市、1877年（明治8年）安川亨により創立。[9]

##### 柏市
- 日本バプテスト柏教会（日本バプテスト同盟） - 柏市
- 日本キリスト教団 柏教会
- 柏シャローム教会（聖書キリスト教会→単立→日本長老教会） - 柏市
- 沼南キリスト教会 （日本同盟基督教団）元東京基督教大学学長の倉沢正則氏が牧師を務める教会
- シロアムキリスト教会
- 花野井バプテスト教会 日本バプテスト連盟

##### 流山市
- 流山福音自由教会 日本福音自由教会
- 平和台恵教会 日本同盟基督教団

##### 松戸市
- 栗ヶ沢バプテスト教会 日本バプテスト連盟
- [ http://matudo-church.org/ 日本基督教団松戸教会]日本基督教団
- 日本聖契キリスト教団　International Bible Fellowship

##### 市川市
- 市川大野キリスト教会 日本バプテスト連盟
- 市川八幡キリスト教会 日本バプテスト連盟
- 日本基督教団 市川三本松教会 日本同盟基督教団

##### 市原市
- 市原シャローム教会
- 京葉中部教会 日本同盟基督教団
- 千葉バプテスト教会 日本バプテスト連盟

##### 習志野市
- 津田沼キリスト教会 日本バプテスト連盟
- 習志野教会 日本同盟基督教団

印西市
- 北総大地キリスト教会
- 千葉ニュータウン・バプテスト教会
- 日本基督教団　千葉北総教会

##### 佐倉市
- 佐倉教会（日本基督教団:長老派→ヘフジバ→ホーリネス系） - 佐倉市新町、1878年（明治11年）[10]
- 佐倉聖書バプテスト教会

##### 茂原市
- 茂原キリスト教会 日本ホーリネス教団
- 茂原バプテスト教会 日本バプテスト連盟

##### その他
- 九十九里教会（日本基督教団） - 山武市
- 下総大森教会（日本基督教会） - 印旛郡大森町、1876年（明治9年）創立[11]。
- 安食教会（日本基督教団:メソジスト系） - 印旛郡安食町（現・栄町安食）、1878年（明治11年）創立[12]。

#### 埼玉県

##### さいたま市
- 浦和キリスト教会 日本バプテスト連盟
- 浦和福音自由教会（日本福音自由教会協議会） - さいたま市浦和区、1950年（昭和25年）創立、日本福音自由教会協議会最初の教会。坂野慧吉が牧会している。
- 大宮バプテスト教会 日本バプテスト連盟
- 宮原キリスト教会 日本バプテスト連盟

##### 川越市
- 日本キリスト教会大会、神学校

川越聖書教会 川越市朝日町、上沼昌雄が牧師をしていた、現在岸本紘が牧師をしている。）
- 日本キリスト教団 川越教会 日本同盟基督教団
- 日本聖公会 川越基督教会 日本聖公会
- 日本バプテスト川越キリスト教会 日本バプテスト連盟

##### 越谷市
- 越谷キリスト教会 日本バプテスト連盟
- 日本キリスト教団 越谷教会 日本同盟基督教団

##### 戸田市
- 戸田キリスト教会 - ウェイバックマシン（2012年12月29日アーカイブ分） 日本ホーリネス教団
- 戸田福音自由教会
- 西川口キリスト教会 日本バプテスト連盟

##### 富士見市
- 鶴瀬恵みキリスト教会 日本伝道福音教団
- ふじみ野バプテスト教会 日本バプテスト連盟

##### 草加市
- 日本基督教団 草加教会 日本同盟基督教団
- 草加神召キリスト教会（日本アッセンブリー） - 草加市、1991年（平成3年）創立、天野弘昌が開拓し、現在牧師。

##### 上尾市
- 上尾キリスト教会 日本バプテスト連盟
- 日本キリスト教団 日野原記念上尾栄光教会 日本キリスト教団

##### 飯能市
- 飯能キリスト聖園教会 - 1977年（昭和52年）創立
- 飯能バプテスト教会 日本バプテスト連盟

##### 所沢市
- 秋津福音教会（日本フォースクエア福音教団） - 所沢市上安松、1961年（昭和36年）創立、小坂忠が牧師をしている。
- 所沢キリスト教会 日本バプテスト連盟
- カルバリーチャペル所沢

##### 熊谷市
- 日本聖公会 熊谷聖パウロ教会 日本聖公会

#### 神奈川県

##### 横浜市
- 横浜海岸教会（日本キリスト教会） - 旧、日本基督公会、横浜市中区、1872年（明治5年）創立、日本最初のプロテスタント教会
- 横浜ユニオン・チャーチ（超教派）- 中区、1872年（明治5年）創立、海岸教会とともに英語による超教派の教会として設立された。
- 日本バプテスト横浜教会（旧、日本基督教団・横浜教会） - 横浜市、1873年（明治6年）創立（日本で最初のバプテスト教会で、日本で二番目のプロテスタント教会
- 横浜指路教会（日本基督教団:旧長老系） - 横浜市、1874年（明治7年）にJ・C・ヘボンにより創設された。
- 横浜上原教会（日本基督教団・旧メソジスト派） - 横浜市、メソジスト派日本最古の教会。
- 鶴見教会（日本キリスト教会） - 横浜市、改革派・長老派の伝統に立つ教会。堀内友四郎が初代牧師。
- 横浜山手聖公会 & Christ Church, Yokohama（日本聖公会）
- 聖アンデレ教会（日本聖公会）
- 聖クリストファー教会（日本聖公会）

##### 川崎市
- 中野島キリスト教会（日本福音キリスト教会連合） - 川崎市多摩区中野島、1951年（昭和26年）創設、後藤茂光が初代牧師。
- 神木イエス・キリスト教会（単立） - 川崎市宮前区神木、三谷和司が牧師

##### 相模原市
- 大野キリスト教会（日本バプテスト教会連合） - 相模原市相模大野、1964年（昭和39年）に創立、中澤啓介牧師のあと、中澤信幸が牧師をしている。
- 三一教会（日本基督教団） - 1945年（昭和20年）創立。相模原市、同性愛者平良愛香が牧師をしていた。
- 相模原コイノニアキリスト教会（日本アッセンブリーズ・オブ・ゴッド教団）　相模原市緑区、1975年に杉浦友信牧師夫妻が開拓伝道を開始。現在に至る。

##### 鎌倉市
- 鎌倉雪ノ下教会（日本基督教団:長老系） - 鎌倉市小町、1917年（大正6年）創立、松尾造酒蔵や加藤常昭が牧師をしていた。

##### 大和市
- 大和カルバリーチャペル（単立:ホーリネス系） - 大和市上草柳、1955年（昭和30年）創立、大川従道の時代に教会員数で日本最大のプロテスタント教会となる。
- 高座教会（カンバーランド長老教会） - 大和市南林間、1947年（昭和22年）創立、鷲沢与四二ら地域の文化人たちが中心になり設立。生島陸伸牧師の時代に急成長。礼拝出席500名。

#### 東京都

##### 大田区
- 大森めぐみ教会（日本基督教団） - 大田区池上、1927年（昭和2年）創立、岩村清四郎が創立する。岩村信二が長年牧師をする。
- 大森教会（日本キリスト教会）

##### 品川区
- 大井町教会（日本基督教団） - 品川区東大井、1877年（明治10年）創立

##### 渋谷区
- 中渋谷教会（日本基督教団） - 渋谷区桜丘町、1914年に創立。長老派系
- 東京恩寵教会（日本キリスト改革派教会） - 常葉隆興によって、1942年創立、改革派の中心的教会
- 東京バプテスト教会（単立） - （渋谷区鉢山町）
- 東京キリストの教会（渋谷区富ヶ谷）
- ヒズコールチャーチ東京（Hillsong Network）
- 聖ヶ丘教会　(日本基督教団）-渋谷区南平台町、1889年（明治22年）に創立。初代牧師は米国からの宣教師 D.F.ジョーンズ牧師。

##### 新宿区
- 淀橋教会（ウェスレアン・ホーリネス教団） - 新宿区、1904年創立、中田重治、笹尾鉄三郎らによって設立されたホーリネス運動最初の教会。
- 柏木教会（日本キリスト教会） - 植村環により創設。
- 新宿シャローム教会（単立）  - コンテンポラリー・ワーシップの代表的教会
- 信濃町教会（日本基督教団） - 新宿区、1924年（大正13年）に高倉徳太郎が創設。

##### 杉並区
- 永福町教会（日本基督教団） - 杉並区永福町、1877年（明治10年）に設立された両国教会が元になっている。初代牧師は三浦徹

##### 墨田区
- 本所緑星教会（日本基督教団） - 墨田区、1891年（明治24年）創立

##### 千代田区
- 麹町教会（日本基督教団） - 1877年（明治10年）奥野昌綱により創立。1952年（昭和27年）日本基督教団高輪教会と統合され消滅。
- 東京ルーテルセンター教会（日本ルーテル教団） - 千代田区富士見、旧日本神学校校舎を使用
- 富士見町教会（日本基督教団） - 千代田区富士見、1887年（明治20年）創立、植村正久が牧師として活躍した教会
- 三崎町教会（日本基督教団:バプテスト系） - 千代田区

##### 世田谷区
- キリスト教朝顔教会（日本福音キリスト教会連合） - 世田谷区松原、1950年（昭和25年）創立、羽鳥純二、井出定治が牧師をしていた。
- 頌栄教会（日本基督教団） - 世田谷区北沢、1874年（明治7年）にディビッド・タムソン宣教師により創立

##### 台東区
- 日本基督浅草教会（日本基督教団） - 台東区西浅草
- 下谷教会（日本基督教団） - 台東区東上野、1879年（明治12年）創立

##### 中央区
- 銀座教会（日本基督教団） - 中央区銀座、1890年（明治23年）創立、元日本メソヂスト教会渡辺善太が牧師をしていた。
- 日本橋教会 - 中央区日本橋浜町、1879年（明治22年）創立

##### 豊島区
- 巣鴨教会（日本基督教団） - 豊島区南大塚、1876年創立
- 池袋西教会（日本基督教団） - 1930年創立、市ヶ谷教会、浅草教会と合併する。
- 豊島北教会（日本キリスト教会） - 1963年独立、教会創立、旧柏木教会所属東長崎伝道所。

##### 中野区
- 東中野教会（日本基督教団） - 旧:二葉独立教会、二葉教会、[13]
- 江古田教会（日本基督教団） - 1939年創立、旧組合系の教会。
- 中野教会（日本同盟基督教団）
- 野方ウヱスレアン・メソヂスト教会 - 中野区野方、1950年創立。

##### 港区
- 霊南坂教会（日本基督教団） - 東京都港区、[14]
- 赤坂教会（日本基督教団） - 港区赤坂、1886年（明治19年）創立、[15]
- 東京葺手町教会（日本基督一致教会） - 港区虎ノ門、1874年創立、芝教会と合併
- 芝教会（日本基督教団） - 港区虎ノ門、1874年（明治7年）創立
- 高輪教会（日本基督教団） - 港区高輪、1882年（明治15年）創立
- 鳥居坂教会（日本基督教団） - 港区六本木、1883年（明治16年）創立

##### 文京区
- 豊島岡教会（日本基督教団） - 文京区大塚、1879年（明治12年）創立
- 本郷中央教会（日本基督教団） - 文京区本郷、1890年（明治23年）カナダ・メソジスト教会のC・S・イビーにより創立、もと日本メソヂスト教会の所属
- 弓町本郷教会（日本基督教団） - 文京区本郷、1886年（明治19年）、「組合教会の三元老」と呼ばれた海老名弾正によって創立
- 根津教会（日本基督教団） - 文京区根津、1919年（大正8年）創立

##### 練馬区
- 聖書キリスト教会・東京教会（練馬区豊玉北、1953年（昭和28年）の尾山令仁の高田馬場での開拓伝道から始まる。）
- 成増教会（基督兄弟団） - 練馬区旭町、松沢秀章が2006年（平成18年）まで牧師をしていた。現在は、アーサー・ホーランドが説教している。

##### 目黒区
- 新栄教会（日本基督教団） - 目黒区中町、1873年（明治6年）創立、ディビッド・タムソンと小川義綏によって創設された東京最初のプロテスタント教会。

##### 武蔵野市
・単立 使徒的実現チャーチ東京(2002年重枝覚子が牧会を始める。2013年調布市から移転。武蔵野市吉祥寺本町2)

##### 三鷹市
- 希望の教会（武蔵野市境南町、1985年吉祥寺にて聖書キリスト教会、吉祥寺クリスチャンセンターとして始まり、1993年長老会の承認を得て独立した尾形守の開拓教会）
- 国際基督教大学教会（ICU教会）（三鷹市大沢、アメリカのエキュメニカル派により、1949年に創立された国際基督教大学の教会、ただし大学からは組織的に独立）
- チャーチオブグローリー（三鷹市下連雀。吉祥寺で2000年に設立された、新宿シャローム教会の枝分教会。2008年、三鷹市に移転）

荒川区
- カルバリーチャペルロゴス・東京

東大和市
- 純福音立川教会（東大和市立野) 主任牧師 泉パウロの他、韓国人牧師２名、フィリピン人牧師２名がいる。宗教法人 プロテスタントキリスト教会 https://fgtc777.coｍ

### 北陸地方

#### 富山県

##### 富山市
- 富山小泉町キリスト教会 日本バプテスト連盟
- 富山新庄教会（日本基督教団） - 富山県富山市、親鸞、蓮如の家系で元住職の亀谷凌雲が、1919年（大正8年）に設立

##### 高岡市
- 高岡バプテスト教会（福音バプテスト連合） - 富山県高岡市、渡部敬直の牧会伝道で成長

##### 砺波市
- となみ野聖書教会 - ウェイバックマシン（2013年5月8日アーカイブ分） 横山幹雄氏が牧師を務める教会

#### 石川県

##### 金沢市
- 金沢あおぞら教会 （聖書教会連盟）
- 金沢教会（日本基督教団:旧長老系） - 金沢市柿木畠、1881年（明治14年）T・C・ウィンによって設立[16][17]
- 金沢聖書キリスト教会（聖書教会連盟）
- 金沢聖書バプテスト教会
- 金沢元町教会（日本基督教団:旧長老系） - 1886年（明治19年）創立。初代牧師は、長尾巻
- 金沢長町教会（日本基督教団） - 1890年（明治23年）日本バプテスト連盟 金沢キリスト教会 - 日本メソヂスト教会によって設立。[17]

##### その他
- 内灘聖書教会（聖書教会連盟） - 横山幹雄牧師の牧会伝道で教会成長

#### 福井県

##### 福井市
- 福井キリスト教会 日本バプテスト連盟
- 福井自由キリスト教会 - 福井市木田町、1955年（昭和30年）創立、福井県で最大規模の教会
- 福井神明教会（日本基督教団） - 福井市大手、1891年（明治24年）創立、福井県で一番古い教会

#### 新潟県

##### 新潟市
- 日本基督教団新潟教会（日本基督教団:組合系） - 新潟市営所通二番町、1886年創立、日本組合基督教会の流れを汲む。堀貞一が牧師をしていた。木村清松が出身
- 東中通教会（日本基督教団:長老系） - 新潟市東中通町、1875年創立、日本基督教会系T・P・パーム、押川方義の流れを汲む。
- 新潟主の港キリスト教会 日本バプテスト連盟（新潟市東区下木戸）
- 新潟聖書教会（日本伝道福音教団） - 新潟市新潟市上新栄町、1970年創立
- 新潟福音教会（日本同盟基督教団） - 新潟市高美町、1955年創立、下川友也が牧師をしていた。

##### その他
- 長岡教会（日本基督教団:長老系）
- 村上教会（日本基督教団:長老系）

### 中央高地

#### 山梨県

##### 甲府市
- 甲府教会（日本基督教団） - 甲府市丸の内、1878年創立
- 日下部教会（日本基督教団） - 甲府市上神内川、1884年創立、C・S・イビー、結城無二三らが創設。

#### 長野県

##### 長野市
- 松代教会（日本基督教団） - 長野市松代町、1880年（明治13年）に松本総吾、ジュリアス・ソーパーらにより創設。

##### 上田市
- 信州上田教会（日本キリスト教会） - 上田市大手1876年（明治9年）に稲垣信らにより創設。

##### 松本市
- 松本教会（日本基督教団） - 松本市開智、1878年（明治11年）創設。

##### 軽井沢町
- ショー記念礼拝堂（日本聖公会） - 北佐久郡軽井沢町大字軽井沢、1895年（明治28年）創立
- 軽井沢教会（日本基督教団） - 北佐久郡軽井沢町大字軽井沢、1905年（明治38年）創立
- 軽井沢中央教会 - 長野県北佐久郡、1965年（昭和40年）創立

#### 岐阜県

##### 岐阜市
- 岐阜教会（日本キリスト教会） - 岐阜市端詰町、1891年（明治24年）創立
- 華陽教会（日本基督教団） - 岐阜市鷹見町、1891年（明治24年）創立

##### その他
- 大垣聖書教会（美濃ミッション） - 大垣市、セディ・リー・ワイドナーによって1918年設立[18]
- 高山祝福教会（日本同盟基督教団） - 高山市西之一色町、1894年（明治27年）創立
- 中濃教会（日本基督教団） - 加茂郡坂祝町、1946年（昭和21年）9月30日誕生

### 東海地方

#### 静岡県

##### 静岡市
- 静岡教会（日本基督教団:メソジスト系） - 静岡市葵区西草深町、デイヴィッドソン・マクドナルドが1874年（明治7年）創立。山中共古が初代牧師、旧メソジスト系
- 静岡草深教会（日本基督教団） - 静岡市葵区、1890年（明治23年）創立。辻宣道が牧師だった。

##### その他
- ハレルヤコミュニティーチャーチ（単立） - 浜松市、榊山清志が牧師、略称HCC（現在はライブチャーチと改名して活躍。浜松牧師会より除名・破門されている。
- 遠州中央浜北教会（単立） - 浜北市豊保、1974年（昭和42年）田中政男が創設。元イエス福音教団
- 浜松救い主教会（単立） - 浜松市南区、1985年（昭和60年）ベンファウラが創設。

#### 愛知県

##### 名古屋市
- 名古屋中央教会（日本基督教団:旧メソジスト系） - 1877年（明治10年）創立。[19]
- 名古屋教会（日本基督教団:旧長老派） - 1884年（明治17年）に植村正久、山本秀煌らの伝道により創設。[20]
- 金城教会（日本基督教団:旧長老派） - 名古屋市東区代官町、1893年（明治26年）創立
- 日本バプテスト名古屋キリスト教会（日本バプテスト連盟） - 名古屋市千種区今池、1952年（昭和27年）創立
- 活けるキリスト名古屋一麦教会（活けるキリスト一麦教会） - 名古屋市名東区、1941年（昭和16年）に松原和人が創設[21]。
- 自由ヶ丘キリスト教会（日本福音キリスト教会連合） - 名古屋市千種区、1958年（昭和33年）創立、羽鳥純二が牧師をしていた。
- ヒズコールチャーチ名古屋（Hillsong Network） - 名古屋市中区、2004年（平成16年）創立、細江政人、細江由美が創設。

##### その他
- 新城教会（単立） - 新城市、滝元明の開拓により1950年（昭和25年）創立。元イエス福音教団

### 近畿地方

#### 三重県
- 山田教会（日本基督教団）
- 四日市教会（日本基督教団）
- 上野教会（日本基督教団）
- ヒズコールチャーチ三重（Hillsong Network）

#### 滋賀県
- 長浜教会（日本基督教団） - 長浜市宮司町、1885年（明治18年）創立
- 彦根教会（日本基督教団） - 彦根市本町、1879年（明治12年）創立
- 今津教会（日本基督教団） - 高島市、1934年（昭和9年）現会堂建設

#### 京都府

##### 京都市
- 同志社教会（日本基督教団） - 京都市上京区新北小路町、1876年新島襄によって創立。
- 平安教会（日本基督教団） - 京都市左京区岩倉東五田町、1876年創立
- 京都教会（日本基督教団） - 京都市四条、1885年創立
- 世光教会（日本基督教団） - 京都市伏見区桃山町、1948年榎本保郎が創立。

##### その他
- チャペル福音館（日本基督教団） - 長岡京市、性同一性障害の廣畑涙嘉が牧師

#### 大阪府

##### 大阪市
- 大阪北教会（日本キリスト教会） - 大阪市北区中之島T・T・アレキサンダーにより1885年（明治18年）に創設
- 日本キリスト教会大阪西教会
- 大阪教会（日本基督教団:組合系） - 大阪市西区、1874年（明治7年）にM・L・ゴードンによって設立された梅本町公会を前身とする日本最古級のプロテスタント教会。
- 東梅田教会（日本基督教団） - 大阪市北区、
- 天満教会（日本基督教団:組合系） - 大阪市北区天神西町、1879年（明治12年）沢山保羅によって創立
- 浪花教会（日本基督教団:組合系） - 大阪市中央区高麗橋、1877年（明治10年）沢山保羅によって創立

##### その他
- 茨木春日丘教会（日本基督教団） - 茨木市春日丘、1972年（昭和47年）創立
- グレース宣教会（日本福音自由教会協議会） - 奥山実によって1965年（昭和40年）創立、日本でも最大規模の教会員の教会
- 南大阪聖書教会（単立） - 大阪府泉大津市、1973年（昭和48年）創立
- 吹田聖書福音教会（単立） - 1972年（昭和47年）に創立。高木慶太の開拓伝道による教会

#### 兵庫県

##### 芦屋市
- 芦屋福音教会（単立） - 兵庫県芦屋市、1963年（昭和38年）創立。

##### 神戸市
- 神戸教会（日本基督教団:組合系） - 1874年（明治7年）摂津第一公会として創立
- 神戸栄光教会（日本基督教団:メソジスト系） - 神戸市中央区
- 神戸聖愛教会（日本基督教団:バプテスト系） - 神戸市中央区、1882年（明治15年）創立
- 神戸平安教会（日本基督教団:メソジスト系） - 神戸市灘区、1905年（明治38年）創立
- 神戸中央教会（日本イエス・キリスト教団） - 神戸市兵庫区、1946年（昭和21年）に本田弘慈が創設。
- 神戸多聞教会（日本キリスト教団:組合系） - 神戸市兵庫区荒田町、1877年創立
- 主恩教会（日本基督教団） - 神戸市灘区、1890年（明治23年）、日本基督教会によって創立。青木澄十郎が指導者。
- 灘教会（日本キリスト改革派教会） - 灘区
- Kobe Bible Fellowship（単立） - 兵庫県神戸市中央区、1990年（平成2年）創立

##### その他
- 摂津三田教会（日本基督教団） - 1875年（明治8年）、旧三田藩藩主九鬼隆義の要請によって設立
- 高砂教会（日本基督教団） - 兵庫県高砂市、1900年（明治33年）創立、手束正昭がカリスマ運動の代表的人物
- カリスチャペル（単立） - 交野市都津、1961年（昭和36年）創立。村上好伸が牧師

#### 奈良県

##### 奈良市
- 奈良基督教会 - 奈良市登大路町、日本聖公会、1887年創立

##### 生駒市
- 生駒聖書学院教会 - 生駒市俵口町、1990年創立

#### 和歌山県

##### 和歌山市
- 和歌山教会（日本基督教団） - 和歌山市雑賀町、1881年（明治14年）創立

##### その他
- 愛隣教会（日本基督教団） - 海南市名高、1884年（明治17年）創立
- 新宮教会（日本基督教団） - 新宮市伊佐田町、1884年（明治17年）創立
- 白浜聖書バプテスト教会（日本バプテスト教会連合） - 西牟婁郡白浜町、1953年（昭和28年）創立

### 中国地方

#### 鳥取県

##### 鳥取市
- 鳥取教会（日本基督教団） - 鳥取市西町、1890年（明治23年）に創立。石破茂の所属教会

##### 倉吉市
- 倉吉教会（日本基督教団） - 倉吉市、1889年（明治32年）にアメリカン・ボードにより創立。

#### 岡山県

##### 岡山市
- 岡山教会（日本基督教団） - 岡山市広瀬町、1880年（明治13年）創立
- 西大寺キリスト教会（日本同盟基督教団） - 岡山市中野、1963年（昭和38年）創立、赤江弘之が牧師。

##### その他
- 天城教会（日本基督教団:組合系） - 倉敷市藤戸町天城、1884年（明治17年）創立
- 高梁基督教会堂（日本基督教団:組合系） - 高梁市柿木、1882年（明治15年）創立
- 香登教会（日本イエス・キリスト教団） - 備前市香登、1895年（明治28年）創立
- 津山教会（日本基督教団:組合系） - 津山市、1879年に金森通倫らにより創立。

#### 広島県

##### 広島市
- 広島教会（日本基督教団:長老派） - 中央区大手町、1883年（明治16年）創立。[22]
- 広島流川教会（日本基督教団） - 広島市中区上幟町、1887年（明治20年）創立、谷本清が牧師をしていた時被爆した。
- 広島アライアンス教会（日本アライアンス教団） - 広島市中区、1949年（昭和24年）創立、大江捨一が牧師をしていた。

#### 山口県
- 萩田床山キリスト教会（日本キリスト兄弟団） - 萩市大字椿東中津1区、1953年（昭和28年）創立、日本キリスト兄弟団の中心教会
- 小郡めぐみキリスト教会（単立） - 山口市小郡上郷2617-3、1982年（昭和57年）創立

### 四国地方

#### 香川県
- 多度津教会（日本基督教団） - 仲多度郡多度津町元町に、1890年（明治23年）創立[23]。
- 高松クリスチャンセンター（日本福音宣教会） - 高松市番町、万代栄嗣が牧師をしている。

#### 徳島県

##### 徳島市
- 徳島教会 （日本基督教団） - アメリカ南長老教会が徳島市通町に1899年（明治32年）にハリー・マイアース宣教師が設立。賀川豊彦の出身教会[24]。
- 徳島インマヌエル教会（聖公会） - 徳島市幸町に、H・エヴィントンの来訪がきっかけになり伝道を初め、1883年（明治16年）に設立

#### 愛媛県

##### 松山市
- 松山協同基督教会（日本アライアンス教会） - 松山市三番町、1918年（大正7年）創立
- 松山福音センター（日本福音宣教会） - 松山市平和通、1956年（昭和31年）万代恒雄が創設。現在は、万代栄嗣が代表
- 松山教会（日本基督教団） - 松山市味酒町、1885年（明治18年）創立

##### その他
- 今治教会（日本基督教団:組合系） - 今治市南宝来町、1879年（明治12年）創立[25]。

#### 高知県

##### 高知市
- 高知教会（日本基督教団:長老系） - 高知市本町、J・L・アッキンソンが1885年（明治18年）創立[26]。
- 高知ペンテコステ教会（単立） - 高知市萩町1丁目6-50  1970年創立大川修平の伝道によって始められる
- 高知西福音教会 - 高知市本宮町91-1

### 九州・沖縄地方

#### 福岡県

##### 福岡市
- 福岡警固教会（日本基督教団:組合系） - 中央区大名、1885年（明治18年）不破唯次郎、大神範造らによって設立された。

##### その他
- 日本福音ルーテル八幡教会（日本福音ルーテル教会） - 八幡市、1919年（大正8年）川瀬徳太郎によって創設。
- 北九州復興教会（日本基督教団:ホーリネスの群） - 福岡県北九州市、1948年（昭和23年）創立
- 柳川教会（日本キリスト教会） - 元柳川一致教会、1880年（明治13年）に青山昇三郎によって設立された。

#### 佐賀県

##### 佐賀市
- 佐賀教会（日本基督教団） - 1880年（明治13年）に辻堂聖書講義所として創立。留川一路が初代牧師。
- 佐賀教会（日本福音ルーテル教会） - 元佐賀十字教会、佐賀市に1893年北米一致ルーテル教会のJ・A・B・シェーラー、R・B・ピーリー宣教師と山内量平によって設立

#### 長崎県

##### 長崎市
- 長崎教会（日本基督教団） - 長崎市に1875年に設立。ヘンリー・スタウトが創設
- 長崎銀屋町教会（日本基督教団） - 元出島美以教会、1876年設立、1964年火災で焼失。

#### 熊本県

##### 熊本市
- 三一教会（日本聖公会） - H・モーンドレルの伝道により始まり、1887年（明治20年）設立された。
- 熊本白川教会（日本基督教団） - 熊本市九品寺、1883年（明治16年）創立、徳冨蘆花が在籍していた。
- 日本福音ルーテル熊本教会（日本福音ルーテル教会） - 熊本市水道町、1950年（昭和25年）第二次世界大戦で消失した教会堂を現在の場所に再建した。

##### 八代市
- 日本基督教団八代教会（日本基督教団:メソジスト系） - 八代市袋町1885年（明治18年）創立

#### 大分県

##### 大分市
- 大分教会（日本基督教団） - 元大分美以教会、メソジスト系1888年（明治21年）[27]

#### 宮崎県

##### 宮崎市
- 高鍋教会（日本基督教団） - アメリカン・ボードの宣教師O・H・ギューリックや小崎弘道らの伝道により、1888年に設立
- 宮崎教会（日本基督教団） - 1887年に設立
- 宮崎中部教会（日本基督教団）-1925年に創立。改革長老派。旧日本基督教会鎮西中会所属。

##### 都城市
- 都城城南教会（日本基督教団）-1887年創立。改革長老派。旧日本基督教会鎮西中会所属。

#### 鹿児島

##### 鹿児島市
- 鹿児島復活教会（日本聖公会） - 鹿児島市、1878年（明治11年）H・モーンドレルらによって設立
- 鹿児島教会（日本基督教団） - 鹿児島市上之園町。長老教会の宣教師、H・スタウトによって、1878年（明治11年）創立
- 鹿児島加治屋町教会（日本基督教団:元鹿児島美以教会） - 鹿児島市、1878年（明治11年）創立、飛鳥賢次郎が設立に関わり、瀬川浅が初代牧師

#### 沖縄県

##### 那覇市
- カルバリーチャペル那覇

##### その他
- 那覇バプテスト教会（沖縄バプテスト連盟） - 那覇市から中頭郡西原町に移転。1891年（明治24年）創立、沖縄バプテスト連盟最初の教会。
- 読谷教会（日本基督教団） - 中頭郡読谷村上地、1907年（明治40年）、比嘉保彦が創設
- コザ教会（日本基督教団） - 沖縄市（旧コザ市）、1949年（昭和24年）創立
- 沖縄リバイバルチャーチ（単立） - 浦添市、1985年（昭和60年）儀間盛夫が創設
- 白い家フェローシップチャーチ（単立） - 中頭郡読谷村、2003年（平成15年）伊藤嘉子が創設